# Mount Sarbach
Der Mount Sarbach ist ein 3155 m hoher Berg in den Rocky Mountains. Er befindet sich im Banff-Nationalpark zwischen dem Mistaya River und Howse River und ist vom Icefields Parkway aus sichtbar. Der Berg wurde nach Peter Sarbach benannt, einem Bergführer aus St. Niklaus im Schweizer Kanton Wallis, der 1897 J. Norman Collie und G.P. Baker bei der Erstbesteigung führte.